# Временное правительство Литвы (1812)

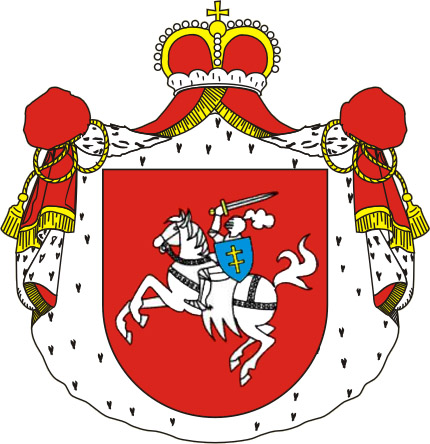
Герб Великого княжества Литовского

Комиссия временного правительства Великого княжества Литовского, Литовская временная комиссия (пол. Komisja Rządu Tymczasowego Wielkiego Księstwa Litewskiego; Komisja Rządząca Tymczasowa Litewska, лит. Lietuvos laikinosios vyriausybės komisija) — временный административный орган на землях бывшего Великого княжества Литовского.
Власть комиссаров Комиссии на Могилёвский и Витебский департаменты не распространялась. В этих департаментах работала Комиссия из своих комиссаров.
Позже Литовская комиссия присоединилась к Генеральной Конфедерации Польского Королевства.

## История

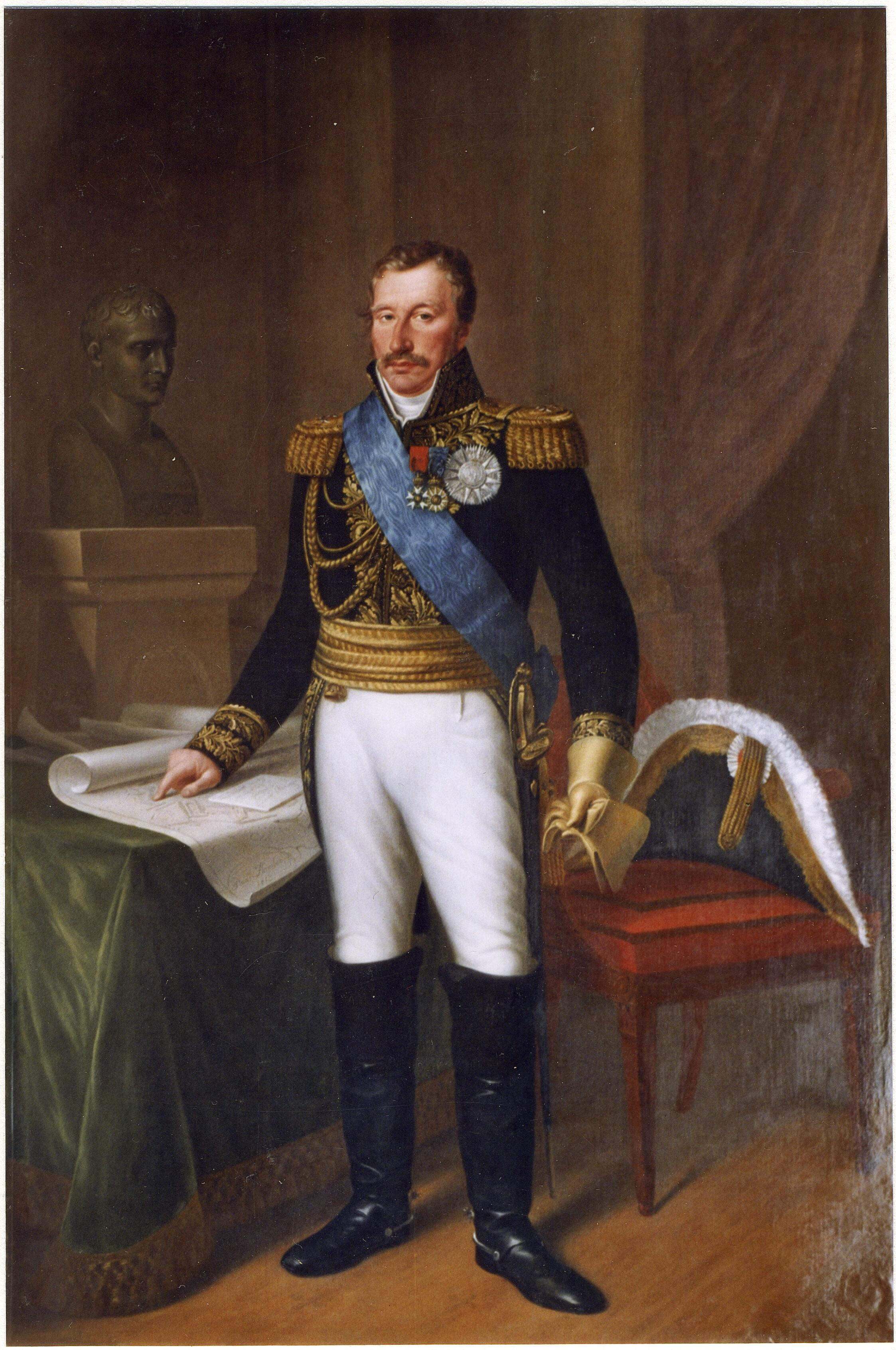
Дирк ван Гогендорп

19 июня 1812 г. в Вильне была создана Комиссия Временного правительства Великого Княжества Литовского. Оно состояла из местной знати и контролировалось французской администрацией.
Само ВКЛ Наполеоном в 1812-м году формально и по-факту воссоздано не было. Вопрос воссоздания ВКЛ Наполеон отложил до окончания военных действий как это ранее было с Княжеством Варшавским.

## Состав правительства

### Президенты
- Юзеф Сераковский (с 18 июля 1812 года)
- Станислав Солтан (с 24 августа 1812 года)
- Дирк ван Гогендорп (французский генерал; с сентября 1812 года)
- Станислав Солтан (повторно; с сентября 1812 года)

Генеральный секретарь: Юзеф Игнатий Коссаковский

### Члены
- Луи Пьер Эдуард Биньон (французский уполномоченный)
- Франц Ельский
- Александр Станислав Потоцкий
- Кароль Прозор
- Александр Антоний Сапега
- Ян Снядецкий
- Юзеф Сираковский
- Игнатий Тизенгауз